# Zorky Krasnogorsk
El Zorky Krasnogorsk es un club ruso de fútbol femenino fundado en 2006. Viste de azul, y juega en la Primera División rusa, en el Estadio Zorky de Krasnogorsk, cerca de Moscú.
El Zorky ascendió a Primera en 2010, y dos años después ganó la liga. También ha sido subcampeón de la liga y la Copa. En sus dos participaciones en la Liga de Campeones ha caído en octavos. 

## Títulos
- 1 Liga: 2012. (Subcampeón en 2011)
- Copa: (Subcampeón en 2012)

## Plantilla 2013
- Porteras: Nadezhda Mezhakova,  Chanté Sandiford, Maria Zhamanakova
- Defensas:  Amy Barczuk, Liubov Bukashkina, Nadezhda Genkeneva, Anastasia Gorshkova, Anastasia Kostiukova, Elena Medved,  Adriana Parente, Natalia Russkij, Natalia Saratovtseva
- Centrocampistas:  Vera Djatel,  Alyssa Mautz,  Ashley Nick, Natalia Ploskonenko, Oksana Riabinicheva, Ekaterina Sochneva, Svetlana Tsidikova
- Delanteras: Olga Ivanova, Olesia Kurochkina, Elena Morozova,  María Ruiz,  Anastasia Slonova

Entrenador: Vladimir Vedenski